# Hargill (Texas)
Hargill es un lugar designado por el censo ubicado en el condado de Hidalgo en el estado estadounidense de Texas. En el Censo de 2010 tenía una población de 877 habitantes y una densidad poblacional de 396,04 personas por km².

## Geografía
Hargill se encuentra ubicado en las coordenadas 26°26′32″N 98°0′52″O / 26.44222, -98.01444. Según la Oficina del Censo de los Estados Unidos, Hargill tiene una superficie total de 2.21 km², de la cual 2.21 km² corresponden a tierra firme y (0%) 0 km² es agua.

## Demografía
Según el censo de 2010, había 877 personas residiendo en Hargill. La densidad de población era de 396,04 hab./km². De los 877 habitantes, Hargill estaba compuesto por el 78.91% blancos, el 0.91% eran afroamericanos, el 0% eran amerindios, el 0% eran asiáticos, el 0% eran isleños del Pacífico, el 17.56% eran de otras razas y el 2.62% pertenecían a dos o más razas. Del total de la población el 91.79% eran hispanos o latinos de cualquier raza.

## Educación
El Distrito Escolar Consolidado Independiente de Edinburg (ECISD) gestiona las escuelas públicas que sirven a Hargill.
 Escuelas que sirven a Hargill son Hargill Elementary School, Brewster K-8 para escuela secundaria (middle school), y Edinburg North High School (9-12).